# Ugia amaponda
Ugia amaponda là một loài bướm đêm trong họ Erebidae.